# Штуфенборн
Штуфенборн (нім. Stuvenborn) — громада в Німеччині, розташована в землі Шлезвіг-Гольштейн. Входить до складу району Зегеберг. Складова частина об'єднання громад Кісдорф.
Площа — 7,97 км2. Населення становить 866 ос. (станом на 31 грудня 2020).